# Stenodynerus blepharus
Stenodynerus blepharus är en stekelart som beskrevs av Richard Mitchell Bohart 1953. Stenodynerus blepharus ingår i släktet smalgetingar, och familjen Eumenidae. Inga underarter finns listade i Catalogue of Life.